# Club Deportivo Cajamadrid (baloncesto)
El Club Deportivo Cajamadrid fue un club de baloncesto español de la ciudad madrileña de Alcalá de Henares, fundado por La Caja de Ahorros y Monte de Piedad de Madrid.

## Historia
El Club Cajamadrid fue fundado el año 1979 al adquirir esta entidad los derechos federativos del colegio San Viator, que había logrado el ascenso a Tercera División. San Viator continuó compitiendo en categorías de formación y Cajamadrid también tuvo equipos en competición en dichas categorías formativas.
El equipo logró el ascenso a Primera B tras proclamarse campeón en la fase de ascenso celebrada en Ponferrada y lograría ser el campeón de dicha categoría la temporada 1982-83, lo que le valió el ascenso a la ACB. El equipo permaneció tres temporadas en ACB (de 1983 a 1986) y tras el descenso a Primera B militó cinco temporadas en esa categoría.
El Club desapareció de la alta competición en 1991, pasando a denominarse Club Juventud Alcalá. Posteriormente, el mismo club jugó bajo la denominación de su patrocinador principal, Hercesa, hasta que en año 2013, recuperó su nombre tradicional y sigue compitiendo como Club Juventud Alcalá. Dentro del Club se mantiene la sección de Personas con Diversidad Funcional (intelectual y silla de ruedas) que sigue siendo objeto de patrocinio por la antigua Obra Social de Cajamadrid, hoy Fundación Montemadrid.
Este club además del baloncesto contaba con dos secciones más; la de balonmano con un equipo en Asobal y la de ciclismo con un equipo amateur.

## Equipación
El equipo vestía con los colores verde de la imagen corporativa de la caja de ahorros y utilizaba el blanco como uniforme reserva, en los años de esplendor en la ACB usaba la marca Grazzia

## Pabellón

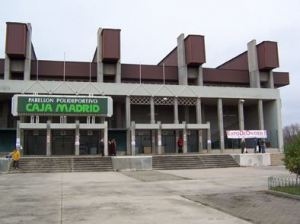
Pabellón Cajamadrid.

- Nombre: pabellón Cajamadrid / pabellón Ruiz de Velasco.
- Ciudad: Alcalá de Henares.
- Inauguración: 1987.
- Capacidad: 4.500 espectadores.
- Superficie: Parqué.
- Dirección: Av. Meco, km. 0,700.

## Entrenadores
- Tomás González
- Eduardo Ruiz
- Tirso Lorente

## Jugadores
- Jose Luis Llorente
- Toñin Llorente
- Fede Ramiro
- Pedro Ansa
- Alfonso del Corral
- Javier García Coll
- Quique Villalobos
- Nino Morales
- José Manuel Beirán
- Joseba Gaztañaga
- José Antonio Paraíso
- Juan Antonio Orenga
- Juan Manuel Fermosel
- Wayne Brabender
- Victor Anger
- Norris Coleman
- Ken Howard
- Craig Dykema
- Bob Thornton
- Wayne McKoy
- Andro Knego
- Greg Wiltjer
- Rick Hunger

## Trayectoria
Historial en la liga española
- 1980-81 Segunda División: 1 y ascenso
- 1981-82 Primera B: 7
- 1982-83 Primera B: 1 y ascenso
- 1983-84 Liga ACB: 5
- 1984-85 Liga ACB: 13
- 1985-86 Liga ACB: 14 y descenso
- 1986-87 Primera B
- 1987-88 Primera B
- 1988-89 Primera B
- 1989-90 Primera B
- 1990-91 Primera B

Historial en competiciones europeas
- 1984-85 Copa Korac: Eliminado en la liguilla de cuartos de final